# 锡尔克莱班
锡尔克莱班（法語：Sierck-les-Bains，法語發音：[siʁk le bɛ̃] ⓘ；洛林法兰克语：Siirk、Sëréck）是法国摩泽尔省的一个市镇，属于蒂永维尔区。

## 地名
由于语源问题，该地名“Sierck-les-Bains”拼读方式不符合法语正字法，其标准发音为[siʁk le bɛ̃]而非[sjɛʁk le bɛ̃];，《世界地名翻译大辞典》与《世界地名译名词典》将其纯按法汉译音表误译作“谢尔克莱班”。

## 地理
锡尔克莱班（49°26'33"N, 6°21'37"E）面积4.8 平方千米，位于法国大東部大區摩泽尔省，摩泽尔河右岸，距离梅斯大约50千米，靠近卢、德、法三国交界处。
与锡尔克莱班接壤的市镇（或旧市镇、城区）包括：阿帕克、孔茨莱班、凯尔兰莱锡尔克、蒙特纳克、雷泰勒、吕斯特罗夫。
锡尔克莱班的时区为UTC+01:00、UTC+02:00（夏令时）。

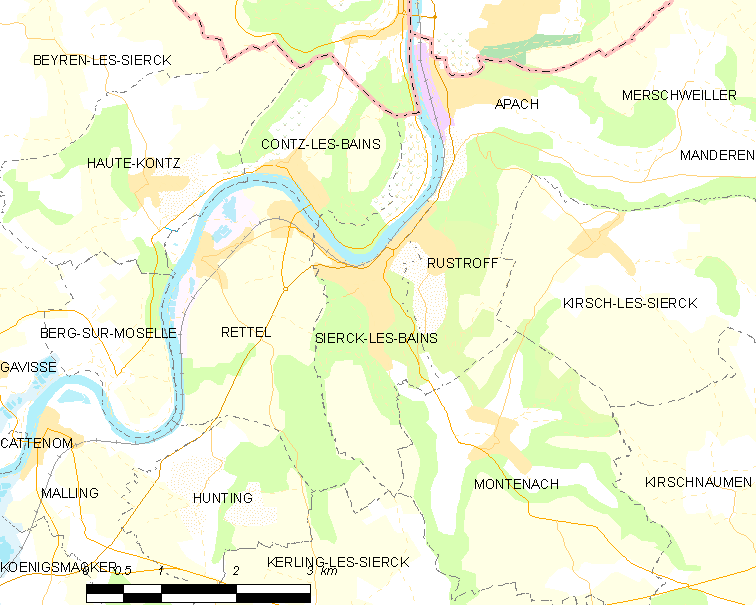
锡尔克莱班的OSM定位图

## 行政
锡尔克莱班的邮政编码为57480，INSEE市镇编码为57650。

## 政治
锡尔克莱班所属的省级选区为布宗维尔县。

## 人口

1962-2008年间锡尔克莱班人口变化图示

锡尔克莱班于2022年1月1日时的人口数量为1769人。